# Aphanocephalus gorkhus
Aphanocephalus gorkhus is een keversoort uit de familie Discolomatidae. De wetenschappelijke naam van de soort is voor het eerst geldig gepubliceerd in 1987 door Schawaller.